# Goyder-Krater
Koordinaten: 13° 29′ S, 135° 3′ O

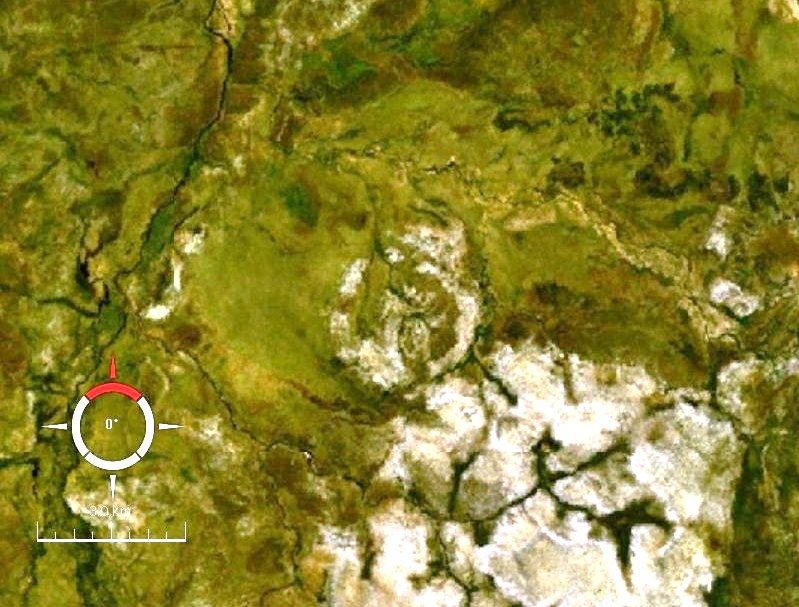
Satellitenbild der Goyder-Impaktstruktur (Landsat)

Als Goyder-Krater wird eine Impaktstruktur im Norden Australiens bezeichnet. Die stark erodierte Struktur liegt in Arnhemland im Northern Territory und ist benannt nach dem in der Nähe befindlichen Goyder-Fluss. Der Einschlag erfolgte in das Sedimentgestein des McArthur Basin. Der deformierte Bereich zeigt sich an der Erdoberfläche und ist erkennbar durch einen 3 km großen Kraterring von zerbrochenen und verworfenen Sandsteinen. Dieser Teil wird als erodiertes Relikt des Zentralberges gedeutet. Der ursprüngliche Kraterrand ist seit langer Zeit erodiert und hatte vermutlich einen Durchmesser von 9 bis 12 km.
Der Zeitpunkt des Einschlags kann bisher nicht genau bestimmt werden, aber ist wahrscheinlich jünger als 1,325 Milliarden Jahre und deutlich älter als die Kreidezeit (145 Mio. Jahre).
Die Impaktstruktur ist sehr abgelegen und schwer zugänglich.
Der Krater wurde nach dem Geodäten George Goyder benannt.